# Le Homméel
Le Homméel est une ancienne paroisse de la Manche réunie sous la Révolution à Gratot.

## Géographie
Le Homméel se situe à l'Ouest de Gratot sur la route qui mène à Tourville-sur-Sienne.

## Toponyme
Holm, Hulmus, Holmus est un mot en norrois) signifiant un lieu entre deux rivières ; plusieurs noms s'en rapporte comme Le Homme, Le Hommet ou Saint-Quentin-sur-le-Homme.
François de Beaurepaire semble plutôt pencher pour un étymon gallo-roman ulmetellum signifiant « ormelaie, bois d'ormes », également à l'origine d'Omméel dans l'Orne.

## Administration
| Période | Période | Identité | Étiquette | Qualité |
| --- | ------- | -------- | --------- | ------- |
| Une partie des données est issue de liste établie par issue de l'ouvrage "601 communes et lieux de vie de la Manche" |         |          |           |         |

## Démographie
| 1793 | - | - | - | - |
| ---- | - | - | - | - |
| 379  | - | - | - | - |

## Lieux et monuments
- Église est en en partie du XIe ou XIIe comme le montre la partie occidentale de la nef avec des traces d'appareil en arête-de-poisson. La tour qui surmontait le transept s'effondra en 1807[3]. En 1833, on refit la voûte de la nef en bois puis en 1834 on construisit une nouvelle tour avec clocher à bâtière à la base de la nef. Parmi les pièces remarquables de l’église signalons les fonts baptismaux en calcaire, du XVIe, et une statue de la vierge à l'enfant fin XVe-début XVIe[3].
chaque dimanche, l'église anglicane célèbre un office catholique [4] ; la seule autre église anglicane est située à Virey